# Jan Willinge (1726-1794)
Jan Willinge (Peize, 15 november 1726 - aldaar, 1794) was een Nederlandse bestuurder in Drenthe.
Willinge was een zoon van de gedeputeerde van Drenthe Jan Willinge en Margreta Crans. Nadat zijn vader in 1741 gekozen werd tot gedeputeerde van Drenthe kwam zijn functie als schulte van Peize vrij. Van 1741 tot 1744 werd die functie bekleed door een oudere broer Ludolf Jan Willinge. Nadat deze in 1744 een militaire functie kreeg werd de toen 18-jarige Willinge benoemd tot schulte van Peize. Deze functie vervulde hij 50 jaar tot zijn overlijden in 1794. Hij werd door de patriot Carel de Vos van Steenwijk gekarakteriseerd als een goed patriot in tegenstelling tot zijn broer de gedeputeerde Dubbelt Willinge, die een gebrek aan moed werd verweten.
Willinge woonde tot 1763 bij zijn broer Dubbelt in een huis, dat later het Kymmellhuis genoemd zou worden. In 1763 liet hij zelf een herenhuis bouwen met een wagenhuis en schuren en vestigde zich als schulte in dit nieuwe huis, het Willingehuis te Peize. Hij bezat ook een kwart van het Huis ter Hansouwe te Peize.
Willinge trouwde op 16 oktober 1759 te Oldeberkoop met de in Groningen geboren weduwe Hemmina Johanna Rijpma, dochter van mr. Albertus Rijpma en Lucretia Idema. Hun zoon Jan zou zijn vader opvolgen als schulte van Peize.